# وارسیت
وارسیت (به لاتین: Varsit) یک منطقهٔ مسکونی در روسیه است که در شهرستان کایتاگسکی واقع شده‌است.